# (968) Petunia
(968) Petunia es un asteroide perteneciente al cinturón de asteroides descubierto el 24 de noviembre de 1921 por Karl Wilhelm Reinmuth desde el observatorio de Heidelberg-Königstuhl, Alemania.
Está nombrado por la petunia, una planta de la familia de las solanáceas.